# Charles Morton (Radsportler)
Charles Morton (* 1. Oktober 1916 in Long Beach; † 20. Dezember 1996 in Bakersfield) war ein US-amerikanischer Radrennfahrer.

## Sportliche Laufbahn
Morton war im Straßenradsport und im Bahnradsport aktiv. Er war Teilnehmer der Olympischen Sommerspiele 1936 in Berlin. Das olympischen Straßenrennen beendete er nicht. Die Mannschaft der USA kam mit Albert Byrd, Charles Morton, John Sinibaldi und Paul Nixon nicht in die Mannschaftswertung, da kein Fahrer der Mannschaft das Ziel erreichte. In der Mannschaftsverfolgung wurde das Team der USA mit Charles Morton auf dem 11. Rang klassiert.
Bei den nationalen Meisterschaften im Straßenrennen wurde er 1936 Dritter und 1937 Zweiter. Er startete für den Verein „Italian Cycle Club“. 1937 wurde er Berufsfahrer und bestritt einige Sechstagerennen. Beruflich war er als Fahrradmechaniker tätig.